# Liste des municipalités de Colima

Armoiries de l'État de Colima

État de Colima

Municipalités of Colima

L'État de Colima est divisé en 10 municipalités. La capitale de l'État est Colima.

## Liste des municipalités et des codes INEGI associés
Le code INEGI complet de la municipalité comprend le code de l'État - 06 - suivi du code de la municipalité. Exemple : Colima = 06002. Chaque municipalité comprend plusieurs localités portant leur propre code. Ainsi, pour le chef-lieu de la municipalité, Colima = 060020001.
| Code INEGI | Municipalité     | Chef-lieu de la municipalité |
| ---------- | ---------------- | ---------------------------- |
| 001        | Armería          | Ciudad de Armería            |
| 002        | Colima           | Colima                       |
| 003        | Comala           | Comala                       |
| 004        | Coquimatlán      | Coquimatlán                  |
| 005        | Cuauhtémoc       | Cuauhtémoc                   |
| 006        | Ixtlahuacán      | Ixtlahuacán                  |
| 007        | Manzanillo       | Manzanillo                   |
| 008        | Minatitlán       | Minatitlán                   |
| 009        | Tecomán          | Tecomán                      |
| 010        | Villa de Álvarez | Villa de Álvarez             |